# Megastigmus cryptomeriae
Megastigmus cryptomeriae is een vliesvleugelig insect uit de familie Torymidae. De wetenschappelijke naam is voor het eerst geldig gepubliceerd in 1918 door Yano.